# أسفيتش (فخرود)
أسفيتش (بالفارسية: اسفیچ) هي مستوطنة تقع في إيران في قسم فخرود الريفي. يقدر عدد سكانها بـ 368 نسمة بحسب إحصاء 2016.